# チャールズ・バード (第2代ベロモント子爵)
第2代ベロモント子爵チャールズ・ルパート・バード（英語: Charles Rupert Bard, 2nd Viscount Bellomont、1648年1月1日 – 1667年6月19日）は、アイルランド貴族、軍人。

## 生涯
初代ベロモント子爵ヘンリー・バードと妻アン（Ann、旧姓ガーディナー（Gardiner）、1668年までに没、サー・ウィリアム・ガーディナーの娘）の息子として、1648年1月1日に生まれた。1656年6月20日に父が死去すると、ベロモント子爵位を継承した。
ベロモント子爵は士官として従軍、バルバドス連隊（Barbados Regiment）に入隊した。このとき、第二次英蘭戦争によりイングランド王国とブルボン朝フランス王国の関係が悪化しており、フランスがセントキッツ島を占領した。そのため、バルバドス連隊はセントキッツ島を奪還するための戦闘に参加したが、ベロモント子爵はこの戦闘で戦死した。生涯未婚で後継者がおらず、爵位は廃絶した。